# Israelische Friedensdiplomatie
Seit dem Ausbruch des Nahostkonfliktes wurden mehrere Konfliktlösungsvorschläge für die Schaffung einer jüdischen und einer arabischen Heimatstätte in der Region Palästina erarbeitet. Die Staatengemeinschaft forderte mehrmals durch die Vereinten Nationen eine „friedliche Lösung der Palästinafrage“ (englisch: „Peaceful settlement of the question of Palestine“), welche durch Beachtung der in Resolution 242 genannten Rahmenbedingungen ermöglicht werden soll. Die zentralen Konfliktfragen in den israelisch-palästinensischen Gesprächen sind Grenzen, israelische Siedlungen, Sicherheit und Flüchtlinge. Sowohl die frühen zionistischen Vertreter vor der Unabhängigkeit Israels als auch mehrere israelische Regierungschefs danach haben seit 1919 mehrere Übereinkünfte mit arabischen Vertretern getroffen und eine Vielzahl von Friedensangeboten vorgelegt, jedoch konnte aus verschiedenen Gründen keines von diesen einen regionalen Frieden etablieren.
Nach dem Überfall vom 7. Oktober 2023, im Juli 2024, verabschiedete die Knesset eine Resolution, in der sie die Gründung eines palästinensischen Staates ablehnte.

## Friedensdiplomatie bis zum Sechstagekrieg

### Faisal-Weizmann-Abkommen
Das Faisal-Weizmann-Abkommen ist eine am 3. Januar 1919 auf der Pariser Friedenskonferenz zwischen Arabern (Delegationsleiter Emir Faisal) und Zionisten (Delegationsleiter Chaim Weizmann) getroffene Übereinkunft über die politische Neuordnung Palästinas. Die Übereinkunft bestimmte die einvernehmliche Festlegung von Staatsgrenzen für das von Faisal angestrebte arabische Königreich und den von Weizmann gemäß der Balfour-Deklaration angestrebten jüdischen Staat. Die Araber stimmten damit der Herauslösung Palästinas aus dem arabischen Königreich und der Existenz eines jüdisch-zionistischen Staates im Falle des Erlangens politischer Unabhängigkeit zu. Da die Levante sowie das Gebiet des heutigen Irak auf der Konferenz von Sanremo zwischen Frankreich (Völkerbundmandat für Syrien und Libanon) und Großbritannien (Britisches Mandat über Palästina, Britisches Mandat Mesopotamien) aufgeteilt wurde, trat die Vereinbarung nie in Kraft. 

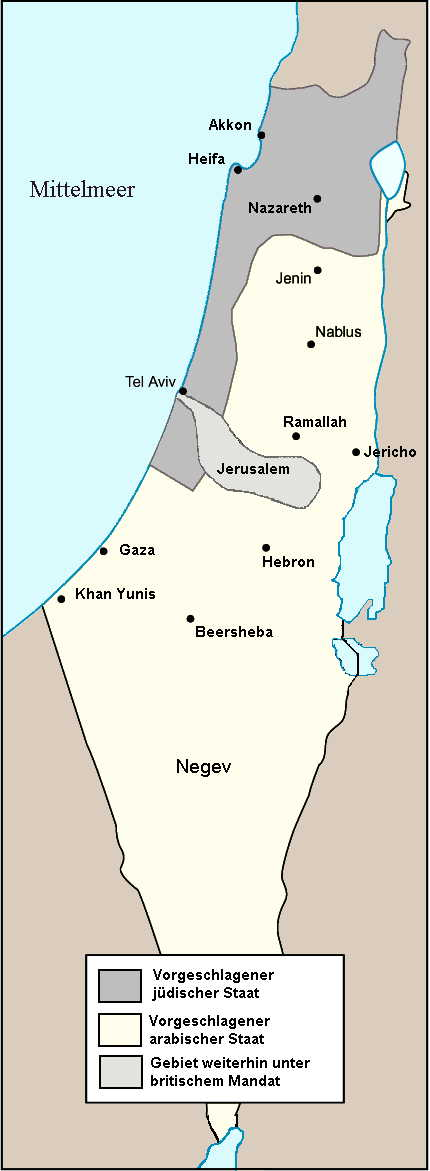
Vorschlag für eine Aufteilung durch die Peel Kommission.

### Vorschlag der Peel-Kommission
Die Peel-Kommission war eine Kommission, welche die Briten während ihrer Mandatsherrschaft in Palästina einrichteten. Sie schlug am 7. Juli 1937 erstmals die Teilung Palästinas in einen jüdischen und einen arabischen Staat vor. Von arabischer Seite wurde dieser Vorschlag – mit Ausnahme von König Abdallah von Transjordanien – abgelehnt, der ca. 20 % des Territoriums für den zukünftigen jüdischen Staat vorsah. Noch im September 1937 rief im syrischen Bludan ein panarabischer Kongress zum vereinten Widerstand gegen
das »Weltjudentum« und die zionistische Bewegung auf. Während die zionistische Bewegung zunächst aufgrund der geringen territorialen Zugeständnisse geteilter Meinung war, stimmte sie dann aber im Gegensatz zur arabischen Seite zögernd für den Friedensplan. Die britische Regierung ließ den Teilungsplan später fallen, setzte die Woodhead-Kommission ein und veröffentlichte gemäß den Empfehlungen dieser Kommission das MacDonald-Weißbuch.

### UN-Teilungsplan von 1947 (Resolution 181)

Der UN-Teilungsplan für das britische Mandatsgebiet Palästina.

Der UN-Teilungsplan für Palästina wurde am 29. November 1947 von der UN-Generalversammlung als Resolution 181 (II) angenommen. Die Resolution beinhaltete die Beendigung des britischen Mandats und sah vor, Palästina in einen Staat für Juden und einen für Araber aufzuteilen, wobei Jerusalem (einschließlich Bethlehems) als Corpus separatum unter internationale Kontrolle gestellt werden sollte. Die meisten Juden akzeptierten den Plan, zu nennen ist hier vor allem die Jewish Agency, eine Art Vorgängerregierung des Staates Israel. Die arabischen UNO-Mitglieder lehnten den Plan ab. Neben der generellen Ablehnung eines jüdischen Staates geschah dies mit der Begründung, der Plan verletze die Rechte der arabischen Bewohner Palästinas und sei eine Katastrophe.
Das Ende des britischen Völkerbundsmandates für Palästina am 14. Mai 1948, einem Freitag, um Mitternacht, führte zur Versammlung des Jüdischen Nationalrats im Haus des ehemaligen Bürgermeisters Dizengoff in Tel Aviv um 16 Uhr, Erev Schabbat. David Ben Gurion verkündete in der israelischen Unabhängigkeitserklärung „kraft des natürlichen und historischen Rechts des jüdischen Volkes und aufgrund des Beschlusses der UNO-Vollversammlung“ die Errichtung des Staates Israel. Einige Stunden nach der Ausrufung des Staates Israel eröffneten die Armeen Transjordaniens, des Irak, des Libanon, Ägyptens und Syriens einen Krieg gegen Israel (Palästinakrieg, in Israel „Unabhängigkeitskrieg“).

„Dies wird ein Ausrottungskrieg und ein Massaker [an den Juden], über das man einmal sprechen wird wie über die mongolischen Massaker und die Kreuzzüge.“

Palästinenserpräsident Mahmud Abbas bezeichnete im Jahr 2011 die Reaktion der arabischen Seite als Fehler.

### Levi Eshkols Friedensplan 1965
Seit Israels Unabhängigkeitskrieg trat die arabische Ablehnung des Existenzrechtes Israels oft in den Vordergrund des Konfliktes. Dies geschah sowohl auf politischem Wege in Resolutionen der Arabischen Liga, auf ökonomischen Wege durch eine Ausweitung des Boykott Israels und auf militärischem Wege durch die Unterstützung von arabischen Freischärlern bei Terrorangriffen auf israelische Zivilgebiete.
Der israelische Premierminister Levi Eschkol setzte sich seit seinem Amtseintritt 1963 für die Ausweitung der israelischen Beziehungen mit den USA und der Sowjetunion ein, vereinbarte mit Bundeskanzler Ludwig Erhard die Aufnahme diplomatischer Beziehungen zwischen Israel und Deutschland und stellte in einer Rede vor der Knesset einen Friedensplan für eine Normalisierung der Beziehungen zwischen Israel und den arabischen Staaten vor. In einer Rede am 17. Mai 1965 führte er unter anderem folgende Punkte an:
- Direkte Verhandlungen, um die Waffenstillstandsabkommen durch Friedensabkommen zu ersetzen
- Bewegungsfreiheit aller Bürger in Israel und den arabischen Staaten; Transitfreiheit in Flughäfen
- Zugang zu israelischen Häfen für Jordanien
- Ausweitung des Tourismus in der Region
- Weitere wirtschaftliche Kooperationen
- Freien Zugang zu religiösen Orten
- Israelische finanzielle Entschädigung für Flüchtlinge

Im Gegenzug müssten die arabischen Staaten Israels Existenzrecht und dessen Souveränität sowie territoriale Integrität innerhalb der Grünen Linie anerkennen und dem Unterlassen jeglicher weiteren Aggression gegen Israel zustimmen. Es gab keine direkte Antwort arabischer Politiker auf dieses Friedensangebot. Jedoch verkündeten am 25. Mai 1965 der ägyptische Präsident Nasser und der irakische Präsident Arif ihre weitere Unterstützung des Beschlusses der Arabischen Liga von 1964, welche den „kollektiven arabischen Kampf für die Befreiung Palästinas“ ankündigte. Da zu diesem Zeitpunkt das Westjordanland von Jordanien annektiert war und der Gazastreifen von Ägypten verwaltet wurde, waren damit nicht diese Gebiete gemeint, sondern Israel sei das zu „befreiende“ Land.

## Friedensdiplomatie nach dem Sechstagekrieg
Der Sechstagekrieg zwischen Israel und den arabischen Staaten Ägypten, Jordanien und Syrien dauerte vom 5. bis zum 10. Juni 1967 und war der dritte Arabisch-Israelische Krieg. Unmittelbare Auslöser waren die ägyptische Sperrung der Straße von Tiran für die israelische Schifffahrt, der von Ägyptens Präsident Nasser erzwungene Abzug der UNEF-Truppen vom Sinai und ein ägyptischer Aufmarsch von 1000 Panzern und fast 100.000 Soldaten an den Grenzen Israels. Der Krieg begann am 5. Juni mit einem Präventivschlag der israelischen Luftstreitkräfte gegen ägyptische Luftwaffenbasen, der einem befürchteten Angriff der arabischen Staaten zuvorkommen sollte. Im Verlauf des Krieges eroberte Israel die gesamte Sinai-Halbinsel, den zuvor von Ägypten besetzten Gazastreifen sowie das zuvor von Jordanien besetzte Westjordanland und öffnete die Straße von Tiran nach der ägyptischen Blockade wieder.

### Israel und Jordanien
Das Verhältnis zwischen Israel und Jordanien war bereits vor dem Krieg sehr angespannt. Der Angriff im November 1966 setzte einen Schlusspunkt unter dreijährige Geheimverhandlungen zwischen König Hussein und Israel. Hussein sah seinen Thron in direkter Gefahr, da die Palästinenser und Teile des Militärs begannen, ihm die Gefolgschaft zu verweigern. Israel hatte ihm wenige Tage vor dem Sechstagekrieg versichert, keinen Angriff auf Jordanien zu planen, wenn sich jordanischen Streitkräfte ruhig verhielten. Jedoch eröffnete Jordanien am 6. Juni das Feuer an der Waffenstillstandsgrenze und bombardierte Westjerusalem. Israel ging zum Gegenangriff über.
Eine interne Arbeitsgruppe der israelischen Regierung formulierte vor dem Krieg die Ziele der israelischen Regierung bezüglich Jordanien. Demnach war Israel bestrebt, Hussein an der Macht zu halten, da er die Existenz Israels anerkenne und durch seine Ermutigung an die Palästinenser, sich im Königreich niederzulassen, den israelisch-palästinensischen Konflikt entschärfe. Die Arbeitsgruppe kam aber zu dem Schluss, dass Israel eingreifen müsse, sobald Jordanien fremde arabische Truppen auf seinem Territorium zulasse oder mit anderen Staaten ein gegen Israel gerichtetes Bündnis eingehe.

### Israel und Syrien
In den 1960er Jahren war die syrisch-israelische Grenze ein Ort andauernder Konflikte. Syrien unterstützte gemeinsam mit der Sowjetunion die palästinensischen Freischärler in ihrem Kampf gegen Israel, welche durch Terroranschläge zwischen 1965 und 1976 132 Israelis ermordeten. Außerdem beschoss Syrien Zivilisten in den israelischen Ortschaften im nordöstlichen Galiläa von seinen Grenzposten auf dem Golan aus. Im Frühjahr 1966 war deutlich geworden, dass Israels Nachbarstaaten ihre anti-israelischen Aktivitäten verstärkten. Innerhalb Israels wurden 1966 Rufe nach einem harten Vorgehen gegen Syrien immer lauter.

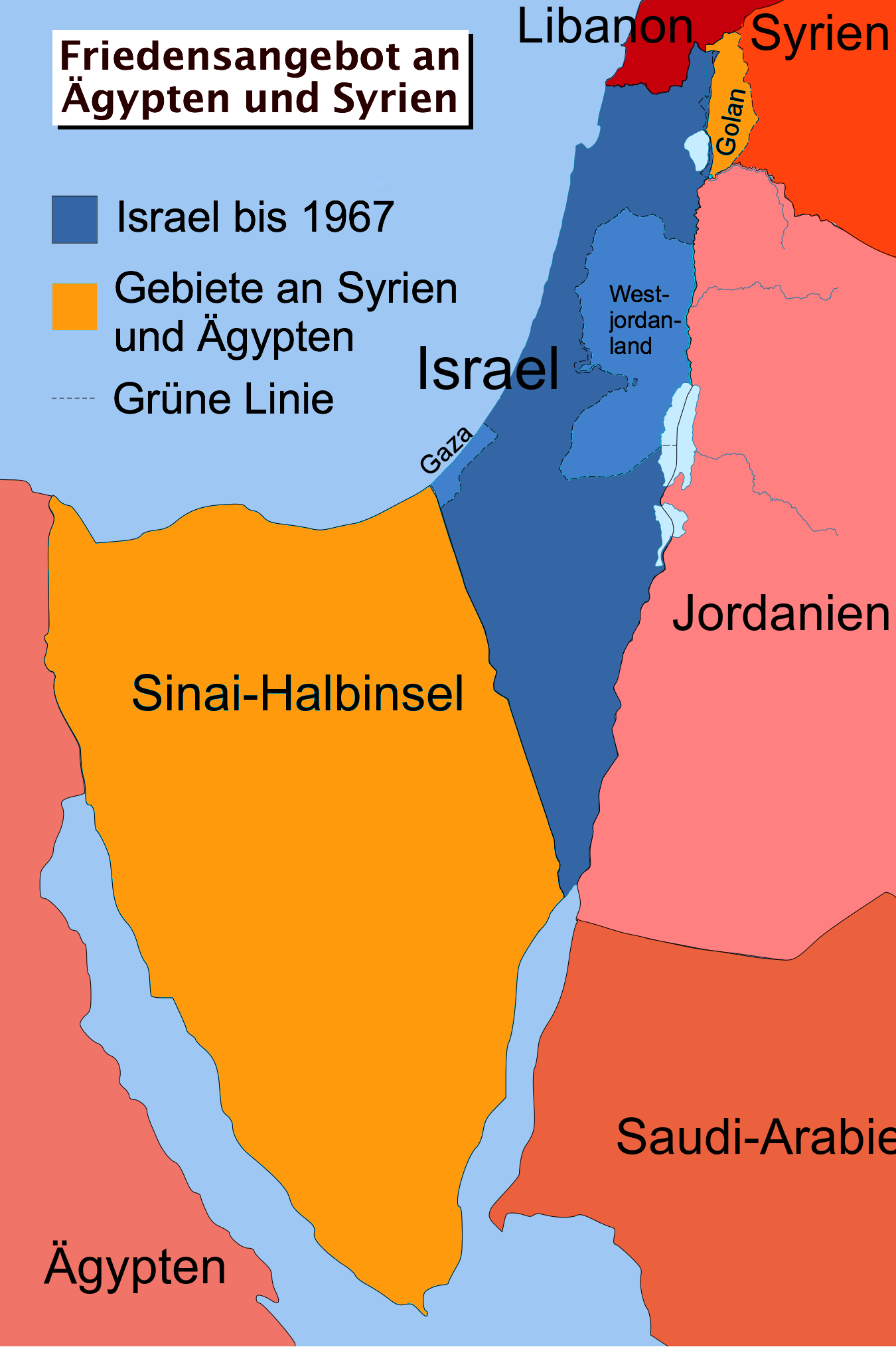
Die orangen Territorien wurden Ägypten und Syrien von Israel im Gegenzug für einen Friedensvertrag angeboten, welchen die Arabische Liga ablehnte.

### Israels Friedensangebot an Ägypten und Syrien
Am 19. Juni 1967, neun Tage nach Israels Sieg im Sechstagekrieg, beschloss das israelische Kabinett die Vorlage eines Friedensangebots an Syrien und Ägypten. Über amerikanische diplomatische Kanäle bot Israel die Rückgabe der Golanhöhen an Syrien und die Rückgabe des Sinais an Ägypten an unter der Bedingung, dass beide Länder Israels Existenzrecht anerkennen und weitere Angriffe unterlassen würden. Aus veröffentlichten Manuskripten der israelischen Regierung geht hervor, dass viele israelische Politiker einschließlich Menachem Begin selbst für die Rückgabe der Gebiete waren, auch wenn Syrien und Ägypten einen Frieden mit Israel verweigerten, aber dafür einer Entmilitarisierung zustimmen und die Rechte israelischer Schiffe in internationalen Gewässern anerkennen würden.

### Beschluss der Arabischen Liga gegen Frieden
Die Khartum-Resolution vom 1. September 1967 wurde kurz nach Israels Friedensangebot von der Arabischen Liga verabschiedet. Sie bestimmte die Basis der Außenpolitik dieser Staaten bis zum Jom-Kippur-Krieg im Jahre 1973. Die Resolution enthält in ihrem dritten Absatz Bestimmungen, die als die „drei Neins“ beziehungsweise die „Three No's“ bekannt wurden:
1. NO peace with Israel – Kein Frieden mit Israel
2. NO recognition of Israel – Keine Anerkennung Israels
3. NO negotiations with Israel – Keine Verhandlungen mit Israel

Nach der Zurückweisung des israelischen Friedensangebots und der kategorischen Ablehnung aller Gespräche und Friedensbemühungen durch die Arabische Liga zog die israelische Regierung das Friedensangebot im Oktober 1967 wieder zurück. Die Arabische Friedensinitiative von 2002 stellt eine bedeutende Abkehr von diesen „drei Neins“ dar.

## Frieden mit Ägypten

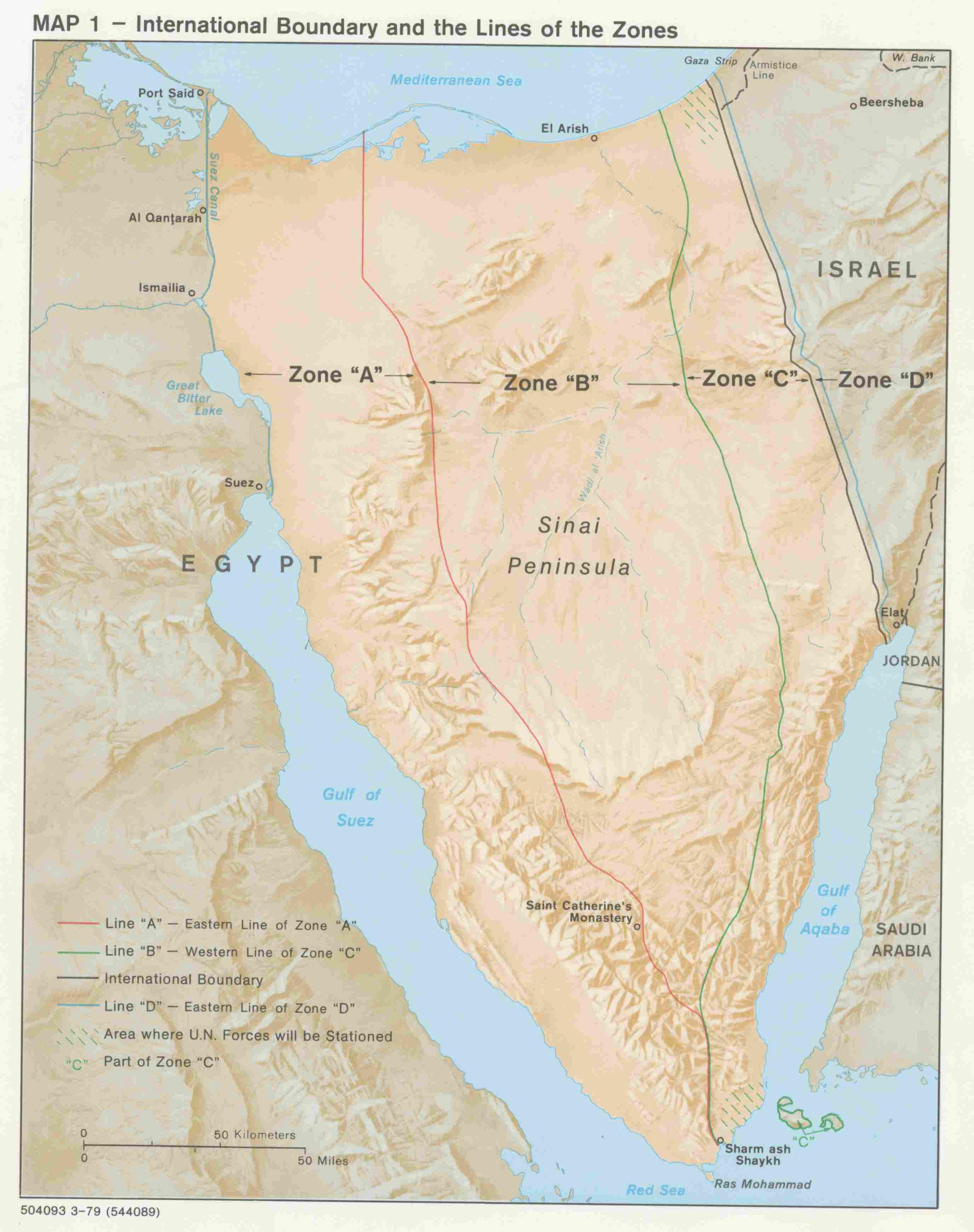
Der Sinai, drei Mal so groß wie Israel, wurde stufenweise an Ägypten abgetreten.

### Wende der ägyptischen Außenpolitik
Im Jahr 1977 gewann Menachem Begins Likud-Partei die israelischen Wahlen und Menachem Begin wurde dadurch der erste israelische Führer seit der israelischen Staatsgründung, welcher nicht dem linken politischen Spektrum entstammte. Wenige Wochen nach seiner Wahl verhandelte Begin mit dem ägyptischen Präsident Anwar Sadat über einen möglichen Besuch in Israel. Im November 1977 besuchte Sadat die israelischen Knesset und hielt eine Rede, in welcher er eine Neuorientierung der ägyptischen Außenpolitik ankündigte. Nach drei von Ägypten geführten Kriegen gegen Israel 1948, 1967 und 1973, die wiederholte Infiltration durch militante Kämpfer von ägyptischen Territorien in das israelische Kernland, mehreren Seeblockaden und einem 30-jährigen Kriegszustand fand Anwar Sadat als erster arabischer Führer versöhnliche Worte für Israel: „Nie wieder Krieg! Nie wieder Blutvergießen!“

### Israelische Zugeständnisse für Frieden mit Ägypten
Siehe auch: Israelisch-ägyptischer Friedensvertrag
Nach 16 Monaten zäher Verhandlungen kam es am 26. März 1979 in den Gesprächen zwischen Menachem Begin und Anwar as-Sadat zu einer weitreichenden Entscheidung: Israel stimmte allen Forderungen Ägyptens zu. Dazu zählte der komplette Rückzug aus dem Sinai, welcher 91 % des von Israel 1967 eroberten Territoriums entsprach. Zudem stimmte Israel der Evakuierung von über 7000 israelischen Zivilisten aus dem Sinai, der Aufgabe von elektronischen Frühwarnsystemen über Truppenbewegungen in der Suez-Region und der Verlagerung von über 170 israelischen Militärinstallationen, Flugplätze und Armeebasen aus dem Sinai in das israelische Kernland zu. Des Weiteren wurde das von israelischen Forschern gefundene Alma-Erdölfeld und das Sadot-Erdgasfeld, damals mit einem Wert von 100 Milliarden Dollar betitelt, Ägypten überlassen. Diese Felder waren bis dato für das rohstoffarme Israel die größte Energiequelle, mit welcher der Staat Schätzungen zufolge in den 1990er Jahren energieunabhängig gewesen wäre. Laut dem Friedensvertrag sollte der Rückzug Israels aus dem Sinai stufenweise erfolgen und nach den nächsten Wahlen in Israel vollendet werden. Bei diesen Wahlen trat lediglich eine Partei (Techiya – „Erneuerung“) gegen den Friedensvertrag an und errang nur drei Prozent der Stimmen. Der Konsens der israelischen Bevölkerung für Frieden mit Ägypten war deutlich.

### Reaktionen der arabischen Welt
In der syrischen Hauptstadt Damaskus trafen am 20. September die Regierungschefs Algeriens, Syriens, Libyens und der Volksrepublik Jemen mit dem Führer der Palästinensischen Befreiungsfront, Jasir Arafat, zusammen, um über Maßnahmen zur Bekämpfung der „Verschwörung gegen die arabische Nation“ zu beraten. Sie beschlossen u. a. den Abbruch der wirtschaftlichen und politischen Beziehungen zu Ägypten. Unterstützt wurden die Sadat-Gegner von der UdSSR, die die Abkommen von Camp David als „Komplott“ bezeichnete. Trotzdem hielt Anwar Sadat an dem Friedensplan mit Israel fest. Am 6. Oktober 1981 ermordeten ägyptische Islamisten Anwar al-Sadat. Ihr Plan war es, das Regime Sadat zu stürzen, die Macht zu ergreifen und einen islamischen Staat zu errichten, um insbesondere Sadats Aussöhnungspolitik mit Israel zu revidieren.

## Frieden mit Jordanien

### Allon-Plan

Der Allon-Plan ohne spätere weitere Zugeständnisse: die blauen Gebiete sollten an Israel angegliedert werden, die grünen Gebiete an Jordanien zurückgegeben werden oder als Basis für einen palästinensischen Staat dienen

Im November 1967 stellte der stellvertretende Ministerpräsident Jigal Allon einen Siedlungsplan vor, der zwar 1968 von der Knesset als Siedlungskonzept genehmigt wurde, aber nicht den Status eines endgültigen Territorialplans erhielt, da der religiöse Koalitionspartner NRP die Zustimmung verweigerte. Es entstanden später noch Erweiterungen des Planes, bis 1970 die endgültige Fassung vorlag. Der Plan sah eine teilweise Rückgabe des von Jordanien eroberten Westjordanlands und die Einverleibung eines strategischen „Schutzgürtels“ vor. Dieses sollte die von Resolution 242 verlangten sicheren Grenzen garantieren. Zudem war die Präsenz israelischer Truppen an einem Streifen des Jordans vorgesehen. Laut einem späteren Interview mit König Hussein I. wurde das israelische Angebot auf 98 Prozent des Westjordanlands ausgeweitet, jedoch lehnte er diese Bedingungen ab.

I was offered the return of something like 90 plus percent of the territories, 98 percent even, excluding Jerusalem, but I couldn't accept. As far as I am concerned, it was either every single inch that I was responsible for or nothing.

„Mir wurde die Rückgabe von über 90 Prozent der Gebiete angeboten, sogar 98 Prozent ohne Jerusalem, aber ich konnte es nicht annehmen. Was mich betrifft, war ich entweder für jeden Zentimeter verantwortlich oder für keinen einzigen.“

### Israelisch-jordanischer Friedensvertrag
1987 versuchten der israelische Außenminister Shimon Peres und König Hussein in geheimen Gesprächen ein Friedensabkommen zu schließen, in dem Israel das Westjordanland Jordanien überlassen würde. Die beiden unterzeichneten eine Vereinbarung, die den Rahmen für eine Nahost-Friedenskonferenz festlegt. Der Vorschlag wurde aufgrund des Einspruchs des israelischen Premierministers Yitzhak Shamir nicht vollzogen. Im folgenden Jahr gab Jordanien seinen Anspruch auf das Westjordanland zugunsten einer friedlichen Lösung zwischen Israel und der PLO auf.
1993 wurde eine gemeinsame Agenda bezüglich eines Entwurfes für den Friedensvertrag zwischen Israel und Jordanien bestimmt. Folgende Komponenten waren Teil der Verhandlung: Sicherheit, Wasser, Flüchtlinge und Vertriebene, Grenzen und territoriale Angelegenheiten. Rabin, Hussein und Clinton unterzeichneten am 25. Juli 1994 in Washington, D.C. die Washingtoner Erklärung, welche besagt, dass Israel und Jordanien den offiziellen Feindschaftszustand beendet hätten und Verhandlungen aufnehmen würden, um ein „Ende des Blutvergießens und der Trauer“ und einen gerechten und dauerhaften Frieden zu erreichen. Der israelisch-jordanische Friedensvertrag wurde am 26. Oktober 1994 von Hussein, Rabin und Clinton unterzeichnet. Seitdem existieren ökonomische und politische Beziehungen zwischen Israel und Jordanien, welche trotz verschiedener Krisen robust blieben.

## Weitere Friedensangebote an die Palästinenser

### Oslo-Friedensprozess
Am 13. September 1993 unterzeichneten Yitzhak Rabin und Jassir Arafat die „Prinzipienerklärung über die vorübergehende Selbstverwaltung“ (auch Oslo I genannt). Diese stellt einen Meilenstein im Friedensprozess dar. Beide Seiten erkannten einander erstmals offiziell an. Die Israelis akzeptierten die PLO als offiziellen Vertreter der Palästinenser, die PLO verpflichtete sich, aus ihrer Charta alle Passagen, welche die Vernichtung Israels als Ziel enthielten, zu streichen. Ebenso sicherte die PLO die Einstellung terroristischer Akte gegen Israel zu. Das Abkommen enthielt die allgemeine Vereinbarung, eine palästinensische Selbstverwaltung und somit eine Zweistaatenlösung anzustreben. Die Rahmenbedingungen sollten in den folgenden Verhandlungen geklärt werden.
Umstrittene Themen wie der Status Jerusalems, die Flüchtlingsfrage oder die Siedlungen im Westjordanland wurden in dem Abkommen noch nicht behandelt. Das Abkommen wurde eine Woche später von der Knesset ratifiziert. Eine Ratifizierung durch die PLO ist bis zum heutigen Tag nicht erfolgt.
Die Unterzeichnung des „Interimsabkommens über das Westjordanland und den Gazastreifen“ (orig. „Interim Agreement on the West Bank and the Gaza Strip“), auch bekannt unter der Bezeichnung Oslo II, markierte das Ende der ersten Phase der israelisch-palästinensischen Verhandlungen. Es wurde am 28. September 1995 von Israel und der PLO in Washington unterzeichnet. Das Interimsabkommen ersetzte vorangegangene Vereinbarungen zwischen Israel und der PLO. Es ist ein komplexes Schlüsselabkommen über die Zukunft des Gazastreifens und des Westjordanlandes.

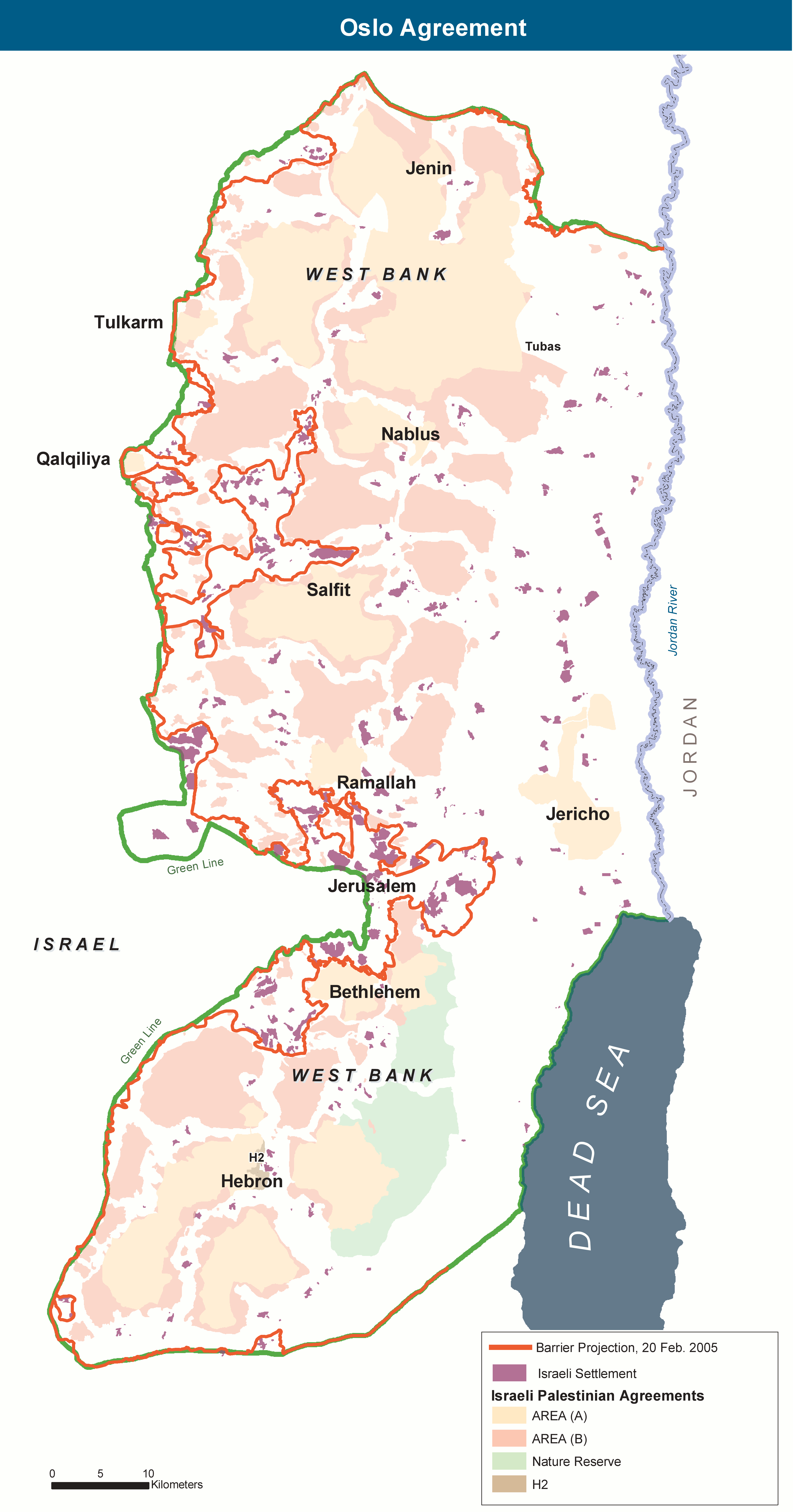
Karte der verschiedenen Gebiete. A- und B-Gebiete wurden der palästinensischen Autonomie zur Selbstverwaltung überlassen.

Oslo II behandelt unter anderem die Rolle und Kompetenzen eines regierenden palästinensischen Rates und Komitees, das sich mit zivilen Angelegenheiten befasst, sowie die Übergabe von Amtsgewalt von Israel an den Palästinensischen Rat, die Phasen des Rückzugs israelischer Streitkräfte aus palästinensischen Bevölkerungszentren, Regelungen für die wirtschaftlichen Beziehungen, das Recht der Palästinenser auf Wasser und die Allokation des Wassers des Westjordanlandes zwischen Israel und den Palästinensern. In Kapitel 2 des Interimsabkommens (“Rückzug und Sicherheitsvereinbarungen”) werden die Gebiete des Westjordanlandes in 3 Zonen unterteilt (A: 18 %, B: 20 % und C: 62 % der Fläche des Westjordanlandes):
- A-Gebiete (über 50 % der Gesamtbevölkerung) stehen unter palästinensischer Zivil- und Sicherheitsverwaltung

- B-Gebiete (über 40 % der Bevölkerung) stehen unter palästinensischer Zivilverwaltung und gemeinsamer israelisch-palästinensischer Sicherheitsverwaltung

- C-Gebiete (ca. 6 % der Bevölkerung) stehen unter fast voller israelischer Zivil- und Sicherheitsverwaltung[25]

Dadurch wurde die erste arabisch-palästinensische Selbstverwaltung geschaffen, welche limitierte legislative, exekutive und judikative Maßnahmen zur Verwaltung ihrer Territorien besitzt. Ursprünglich war das Oslo-II-Abkommen für eine Übergangsperiode von fünf Jahren gedacht. An seinem Ende sollten ein souveräner palästinensischer Staat stehen und die C-Gebiete schrittweise in A- und B-Gebiete umgewandelt werden.
Am 4. November 1995 wurde Ministerpräsident Rabin vom rechtsradikalen jüdischen Studenten Jigal Amir in Tel Aviv erschossen. Rabins Nachfolger wurde Schimon Peres. Peres führte die Friedenspolitik Rabins weiter und trat Anfang 1996 die Verhandlungen über den permanenten Status in Taba an. Am 4. September 1999 wurde im ägyptischen Scharm el-Scheich ein Abkommen geschlossen, in dem weitere Gebiete an die Palästinensische Autonomiebehörde übergeben wurden und ein befristeter Siedlungsstopp vereinbart wurde. Auch sollten Verhandlungen um einen permanenten Status wieder aufgenommen werden, jedoch stellten sich die Streitpunkte Jerusalem, Flüchtlingsfrage, Grenzziehung und den Status der jüdischen Siedlungen als schwierig und sehr langwierig heraus.

### Clinton Parameter 2000/2001
In Camp David, dem Sommersitz der US-Präsidenten, fanden im Juli 2000 Gespräche zwischen Präsident Bill Clinton, dem Präsidenten der Palästinensischen Autonomiebehörde Jassir Arafat und dem israelischen Ministerpräsidenten Ehud Barak zur Fortführung der Friedensverhandlungen statt. Im Laufe der Verhandlungen akzeptierte Ehud Barak mit Zustimmungsvotum des israelischen Kabinetts die Rahmenbedingungen Clintons. Diese sahen einen palästinensischen Staat in ganz Gaza und 94–96 % des Territoriums des Westjordanlands vor. Zudem müsste Israel als Kompensation Gebiete in Relation von 1–3 % des Westjordanlands an einen zukünftigen palästinensischen Staat abtreten, welcher durch eine Landbrücke vom Gazastreifen zum Westjordanland funktionelle Kontiguität erhalten würde. Des Weiteren ständen Jerusalems arabische Viertel unter palästinensischer Verwaltung und Jerusalems jüdische Viertel unter israelischer Verwaltung. Zudem würde ein Prozess der Kompensation für palästinensische Flüchtlinge eingeleitet durch die Erschaffung eines internationalen Fonds mit 30 Milliarden Dollar. Schließlich stimmte auch Jassir Arafat den Parametern zu, jedoch knüpfte er laut dem amerikanischen Chefunterhändler der Friedensgespräche Dennis Ross seine Zugeständnisse an Bedingungen. Diese Bedingungen hätten aber alle seine Zugeständnisse nichtig gemacht („He added reservations that basically meant he rejected every single one of the things he was supposed to give“). Am 27. September 2000 brach die Zweite Intifada aus.
Danach lud Bill Clinton beide Verhandlungsteams zu einer weiteren 15-tägigen Verhandlungsetappe im Januar 2001 nach Taba ein, welche die Parameter konkretisieren sollten, um eine endgültige Friedenslösung zu erreichen. Amerikanische und israelische Diplomaten kritisierten, dass Jassir Arafat während der Verhandlungen keine einzige eigene Idee einbrachte und zum Ende die historische Existenz des jüdischen Tempels in Jerusalem leugnete. Die palästinensische Seite stellte die amerikanische Unvoreingenommenheit infrage. Am Ende konnte kein Kompromiss gefunden werden und Ehud Barak zog sich aufgrund innenpolitischen Drucks durch eine Serie palästinensischer Terroranschläge von den Verhandlungen zurück. Bill Clinton und Dennis Ross wiesen die Schuld für das Scheitern der Verhandlungen dem damaligen Palästinenserpräsidenten Jassir Arafat zu. Dieser bezeugte seine Unschuld.

“Since 1948, every time we’ve had something on the table we say no. When we say yes, it’s not on the table any more. Then we have to deal with something less. Isn’t it about time we say yes?…If we lose this opportunity, it’s not going to be a tragedy, it is going to be crime.”

„Seit 1948 haben wir (arabische Staaten) jeden Vorschlag auf dem Verhandlungstisch abgelehnt. Sobald wir einverstanden sind, ist es schon zu spät. Dann müssen wir uns mit weniger abfinden. Ist nicht endlich die Zeit gekommen ja zu sagen? Wenn wir diese Chance verlieren, wird es keine Tragödie sein, sondern ein Verbrechen.“

### Israels einseitiger Abkoppelungsplan 2005

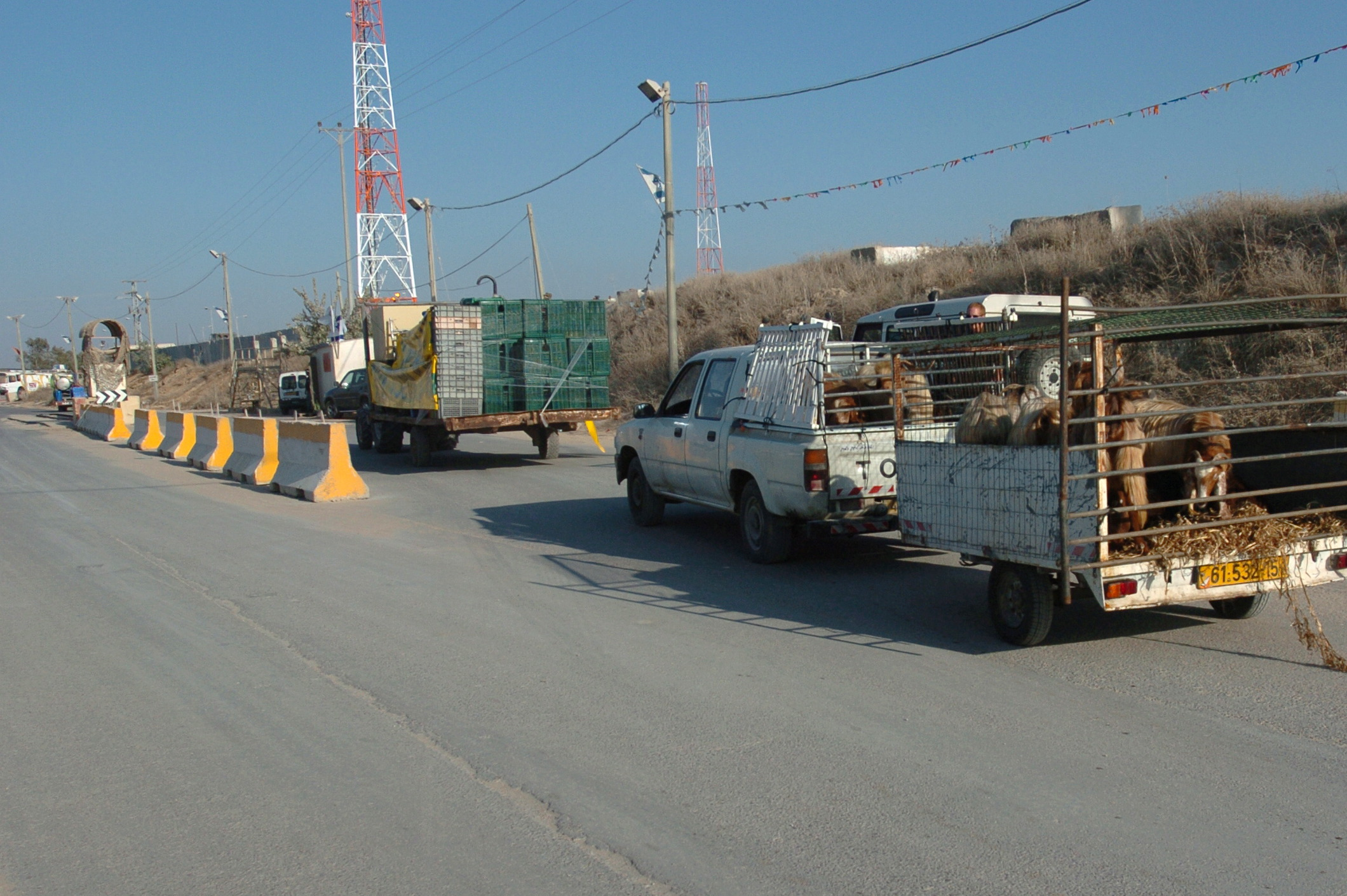
Israelische Zivilisten verlassen den Gazastreifen.

Israels einseitiger Abkoppelungsplan, der auch als „Scharon-Plan“ bekannt ist, ist ein Vorschlag des israelischen Ministerpräsidenten Ariel Scharon aus dem Jahr 2004, der den Abzug aus einigen der seit dem Sechstagekrieg israelisch besetzten Gebiete und den Abbau einiger israelischer Siedlungen betrifft, während andere dauerhaft beibehalten werden sollen.
Im Gazastreifen wurden nach dem Plan von Ariel Scharon 2005 alle 21 Siedlungen geräumt und über 9000 Israelis wurden zwangsevakuiert. Zudem wurden im nördlichen Westjordanland die Siedlungen Chomesh, Ganim, Kadim, und Sa Nur abgebaut. Der Plan sollte die Sicherheit Israels verbessern und eine einseitige Lösung des Nahost-Konflikts ermöglichen. US-Präsident George W. Bush befürwortete bei einem Besuch von Ariel Scharon in Washington am 14. April 2004 den Plan als historisch und mutig. Die deutsche Bundesregierung begrüßte den Plan als Chance für den Frieden, da wieder Bewegung in den Prozess gekommen sei, und als wichtigen Schritt auf dem Weg zu einer Zwei-Staaten-Lösung. Nichtsdestotrotz verkündete der irische Außenminister Brian Cowen am 15. April 2004, dass die EU keine einseitig festgelegten Grenzen anerkennen würde.
Seit dem Abzug Israels verüben islamistische Gruppen aus Gaza Raketen- und Mörserangriffe auf israelische Zivilgebiete. Nach einem blutigen innerpalästinensischen Brüderkrieg erlangte die radikal-islamische Hamas die Kontrolle im Gazastreifen. Darauf folgten drei bewaffnete Konflikte zwischen der Hamas und Israel.

### Olmerts Friedensangebot 2008

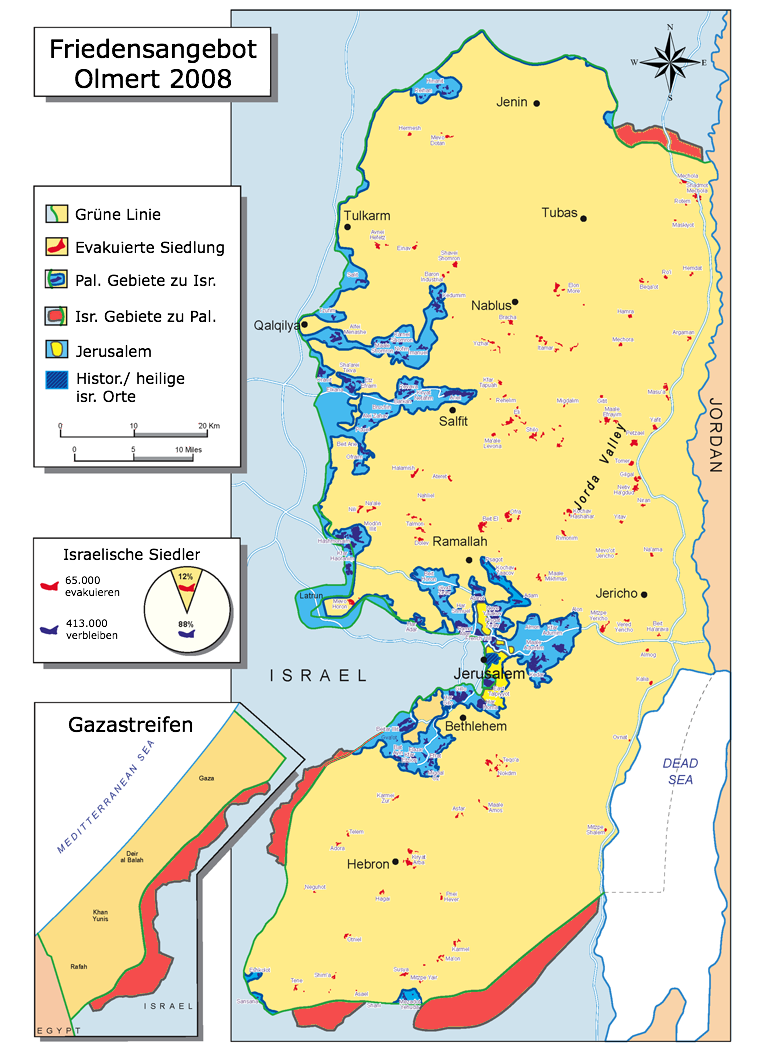
Die blau gefärbten Gebiete würden israelisches Staatsgebiet werden und die rot gefärbten Gebiete Staatsgebiet eines zukünftigen Palästina.

Nach den missglückten Friedensgesprächen auf der Annapolis Konferenz 2007 kam es zu persönlichen Verhandlungen zwischen Israels Ministerpräsident Ehud Olmert und dem palästinensischen Präsidenten Mahmud Abbas. Ehud Olmerts Angebot sah einen Gebietsaustausch von insgesamt 6,3 % des Territoriums des Westjordanlands vor. Während Israel dadurch über 80 % aller israelischen Siedler ans Festland anschließen könnte, hätte ein zukünftiger palästinensischer Staat eine Kompensation von 5,8 % des Territoriums sowie eine Landbrücke (0,5 %) zwischen dem Gazastreifen und Hebron im Westjordanland erhalten. Olmert präsentierte Abbas eine Karte mit finalen Grenzen. In einem Interview mit dem israelischen Sender Channel 10 gab Palästinenserpräsident Mahmud Abbas zu, dass er das Angebot abgelehnt habe, ohne Gegenvorschläge vorzulegen: „Ich habe es ohne zu zögern abgelehnt“ („I rejected it out of hand“). Trotzdem lobten beide Verhandlungspartner die Dynamik und Intensität der gemeinsamen Gespräche. Ehud Olmert bedauerte noch Jahre später den Abbruch der Gespräche durch Abbas.

„First [Israel] said we would only have the right to run our own schools and hospitals. Then they consented to give us 66 % [of the occupied territories]. At Camp David [in 2000] they offered 90 % and recently they offered us 100 %. So why should we hurry, after all the injustice we have suffered?“

„Erst erlaubte [Israel] uns, eigene Schulen und Krankenhäuser zu leiten. Dann boten sie uns 66 % [der besetzten Gebiete] an. In Camp David [im Jahr 2000] haben sie uns 90 % angeboten und erst kürzlich 100 %. Warum sollen wir uns also beeilen nach all der Ungerechtigkeit, unter der wir litten?“

## Friedensangebot an Libanon
Die Entführung zweier israelischer Soldaten durch libanesische Hisbollah-Truppen war der unmittelbare Auslöser des zweiten Libanonkrieges, welcher nach der Verabschiedung der UN-Resolution 1701 durch einen Waffenstillstand am 14. August 2006 beigelegt wurde. Dieser wurde insoweit eingehalten, als sich die israelischen Truppen stufenweise aus allen im Krieg besetzten libanesischen Gebieten zurückzogen. Gleichzeitig bezogen Einheiten der libanesischen Armee und der UNIFIL Stellungen im südlichen Libanon. Diese Resolution sah weiterhin vor, dass im Gebiet südlich des Litani keine paramilitärischen Truppen – einschließlich solche der Hisbollah – verbleiben sollten (Absatz OP8); in diesem Punkt hielt der Libanon diese Resolution jedoch nicht ein. Die Hisbollah nutzte danach diese Gebiete weiterhin für ihre Angriffe auf Israel.
Im Juni 2008 rief die israelische Regierung unter Ehud Olmert Libanon zur Aussöhnung zwischen den beiden Ländern auf. In den von Israel antizipierten direkten Friedensgesprächen wären seitens Israel „alle Konfliktpunkte“ verhandelbar gewesen, einschließlich der völkerrechtlich umstrittenen Sheeba-Farmen. Libanon lehnte wie bereits zuvor direkte Friedensgespräche mit Israel ab und forderte die territoriale Übergabe der Sheeba-Farmen an Libanon, obwohl diese laut den Vereinten Nationen nicht libanesisches Staatsgebiet sind und Israel sich bereits aus allen im zweiten Libanonkrieg besetzten libanesischen Gebieten zurückgezogen hatte. Israel zeigte sich verhandlungs- sowie kompromissbereit, jedoch schloss die israelische Regierung einseitige Zugeständnisse ohne libanesische Zusicherungen aus. Die Außenministerin der Vereinigten Staaten Condoleezza Rice bereiste Libanon und versuchte vergeblich, die libanesische Regierung für direkte Friedensverhandlungen mit Israel zu gewinnen.

## Friedensschlüsse von 2020
Im September 2020 kam es zu zwei Friedenserklärungen Israels gemeinsam mit den Vereinigten Arabischen Emiraten und Bahrain. Beide Staaten hatten Israel zuvor feindlich gegenübergestanden und auch den Boykott Israels mitgetragen, auch wenn es keinen offenen Kriegszustand gegeben hatte. Diese Aufnahme diplomatischer Beziehungen war durch die USA vermittelt worden, entsprechend fanden die Vertragsunterzeichnungen in Washington, D.C. statt. Ein zuvoriges Zugeständnis des israelischen Premiers Netanjahu an die Araber war ein Verzicht auf die weitere Besetzung von Teilen des Westjordanlandes gewesen. Im Oktober 2020 folgte ein Friedensabkommen mit dem Sudan.
Als viertes mehrheitlich muslimisches Land erkannte Marokko Israel im Dezember 2020 als Staat an, wie der US-amerikanische Präsident Donald Trump und sein als Berater tätiger Schwiegersohn Jared Kushner verkündeten. So sollten in Rabat und Tel Aviv sofort Verbindungsbüros eröffnet werden und es letztlich auch zur Eröffnung von gegenseitigen Botschaften kommen. Zugleich erkannten die Vereinigten Staaten die Souveränität Marokkos über die umkämpfte Konfliktregion Westsahara an. Von marokkanischer Seite gab es bislang keine Reaktionen. Sowohl Israel als auch Marokko haben seit Jahrzehnten gute Beziehungen und sind historisch miteinander verbunden. Der afrikanische Staat war bereits Monate zuvor als Kandidat für eine Normalisierung der Beziehungen mit dem jüdischen Staat gehandelt worden und hatte Kontaktbüros in Israel unterhalten. Bisher lehnten nur die islamistischen Parteien in Marokko die Aufnahme diplomatischer Beziehungen mit Israel ab.

## Aktuelle Lösungsvorschläge
- Online Tool von The Washington Institute for Near East Policy[43]

- Report von The Washington Institute for Near East Policy[44]

- Trump-Friedensplan